# مینای دم‌دراز
مینای دراز دم (نام علمی: Mino kreffti) نام یک گونه از تیره سار است.